# SS Normandie
Normandie var et oceangående passagerskib, som sejlede mellem Frankrig (England) og Amerika.
Fransk skib der i årene op til 2. verdenskrig kæmpede mod det britiske RMS Queen Mary og det italienske SS Rex om det blå bånd.
Søsat i 1935, brændte i 1942 under ombygning til troppetransportskib (inddraget til militær tjeneste). Efter denne brand kom det aldrig i drift igen og blev ophugget i 1946. 
Længde: 1,028 feet (314 m)

Bredde: 117 feet (35.7 m)
Kunstneren Cassandres plakat med Normandie som motiv er meget kendt. 
Forfatteren Johannes V. Jensen rejste med Normandie i forbindelse med sine amerika-rejser. 
I Fra Fristaterne hedder det "Med "Normandie" er jeg rejst fra New York og har været i København over England 6½ Døgn efter."